# مارتین فورکاد
مارتین فورکاد (فرانسوی: Martin Fourcade‎؛ زادهٔ ۱۴ سپتامبر ۱۹۸۸) ورزشکار دوگانه و اسکی‌باز صحرانوردی اهل فرانسه است.
از افتخارات وی میتوان به کسب ۵ مدال طلا و دو نقره در بازی‌های المپیک زمستانی اشاره کرد. فورکاد به‌عنوان یکی از پرافتخارترین ورزشکاران ورزش خود شناخته میشود.